# Irland i olympiska sommarspelen 2012
Irland deltog i de olympiska sommarspelen 2012 som ägde rum i London i Storbritannien mellan den 27 juli och den 12 augusti 2012.

## Medaljörer
| Medalj | Namn             | Sport     | Gren                        |
| ------ | ---------------- | --------- | --------------------------- |
| Guld   | Katie Taylor     | Boxning   | Damernas lättvikt           |
| Silver | John Joe Nevin   | Boxning   | Bantamvikt                  |
| Brons  | Paddy Barnes     | Boxning   | Lätt flugvikt               |
| Brons  | Michael Conlan   | Boxning   | Flugvikt                    |
| Brons  | Robert Heffernan | Friidrott | Herrarnas 50 kilometer gång |
| Brons  | Cian O'Connor    | Ridsport  | Individuell hoppning        |

## Badminton
- Huvudartikel: Badminton vid olympiska sommarspelen 2012

| Spelare     | Gren       | Gruppnivå                | Gruppnivå                      | Gruppnivå         | Gruppnivå        | Eliminering       | Kvartsfinal       | Semifinal         | Final / brons     | Final / brons |
| Spelare     | Gren       | Motståndare Poäng        | Motståndare Poäng              | Motståndare Poäng | Placering        | Motståndare Poäng | Motståndare Poäng | Motståndare Poäng | Motståndare Poäng | Placering     |
| ----------- | ---------- | ------------------------ | ------------------------------ | ----------------- | ---------------- | ----------------- | ----------------- | ----------------- | ----------------- | ------------- |
| Scott Evans | Herrsingel | Lin D (CHN) L 8–21 14–21 | i.u.                           | 2                 | Gick inte vidare | Gick inte vidare  | Gick inte vidare  | Gick inte vidare  | Gick inte vidare  |               |
| Chloe Magee | Damsingel  | Hosny (EGY) W 21–17 21–6 | H Pi (FRA) L 21–16 18–21 14–21 | 2                 | Gick inte vidare | Gick inte vidare  | Gick inte vidare  | Gick inte vidare  | Gick inte vidare  |               |

## Boxning
- Huvudartikel: Boxning vid olympiska sommarspelen 2012

Herrar
| Boxare         | Gren          | Sextondelsfinal      | Åttondelsfinal           | Kvartsfinal           | Semifinal             | Final                  | Final            |
| Boxare         | Gren          | Motståndare Resultat | Motståndare Resultat     | Motståndare Resultat  | Motståndare Resultat  | Motståndare Resultat   | Placering        |
| -------------- | ------------- | -------------------- | ------------------------ | --------------------- | --------------------- | ---------------------- | ---------------- |
| Paddy Barnes   | Lätt flugvikt | Bye                  | Essomba (CMR) W 15–10    | Singh (IND) W 23–18   | Zou (CHN) L 15–15+    | Gick inte vidare       | 3                |
| Michael Conlan | Flugvikt      | Bye                  | Micah (GHA) W 19–8       | Oubaali (FRA) W 22–18 | Ramirez (CUB) L 10–20 | Gick inte vidare       | 3                |
| John Joe Nevin | Bantamvikt    | Ceylan (DEN) W 21–6  | Abutalipov (KAZ) W 15–10 | Valdez (MEX) W 19–13  | Álvarez (CUB) W 19–14 | Campbell (GBR) L 11–14 | 2                |
| Adam Nolan     | Weltervikt    | Sánchez (ECU) W 14–8 | Zamkovoy (RUS) L 9–18    | Gick inte vidare      | Gick inte vidare      | Gick inte vidare       | Gick inte vidare |
| Darren O'Neill | Mellanvikt    | Akanji (NGR) W 15–6  | Hartel (GER) L 12–19     | Gick inte vidare      | Gick inte vidare      | Gick inte vidare       | Gick inte vidare |

Damer
| Boxare       | Gren     | Åttondelsfinal       | Kvartsfinal          | Semifinal             | Final                 | Final     |
| Boxare       | Gren     | Motståndare Resultat | Motståndare Resultat | Motståndare Resultat  | Motståndare Resultat  | Placering |
| ------------ | -------- | -------------------- | -------------------- | --------------------- | --------------------- | --------- |
| Katie Taylor | Lättvikt | Bye                  | Jonas (GBR) W 26–15  | Chorieva (TJK) W 17–9 | Otjigava (RUS) W 10–8 | 1         |

## Cykling
- Huvudartikel: Cykling vid olympiska sommarspelen 2012

### Landsväg
| Cyklist        | Gren                | Tid      | Placering |
| -------------- | ------------------- | -------- | --------- |
| Daniel Martin  | Herrarnas linjelopp | 5:46:37  | 90        |
| David McCann   | Herrarnas linjelopp | 5:46:37  | 55        |
| David McCann   | Herrarnas tempolopp | 56:03.77 | 27        |
| Nicholas Roche | Herrarnas linjelopp | 5:46:37  | 89        |

### Bana
Omnium
| Cyklist       | Gren             | Flygande varv | Flygande varv | Poänglopp | Poänglopp | Elimineringslopp | Individuell förföljelse | Individuell förföljelse | Scratch   | Tidkval  | Tidkval   | Totalpoäng | Placering |
| Cyklist       | Gren             | Tid           | Placering     | Poäng     | Placering | Placering        | Tid                     | Placering               | Placering | Tid      | Placering | Totalpoäng | Placering |
| ------------- | ---------------- | ------------- | ------------- | --------- | --------- | ---------------- | ----------------------- | ----------------------- | --------- | -------- | --------- | ---------- | --------- |
| Martyn Irvine | Herrarnas omnium | 13.504        | 9             | 47        | 6         | 15               | 4:32:948                | 14                      | 9         | 1:04:558 | 11        | 64         | 13        |

## Friidrott
- Huvudartikel: Friidrott vid olympiska sommarspelen 2012

Förkortningar
- Notera – Placeringar gäller endast den tävlandes eget heat
- Q = Kvalificerade sig till nästa omgång via placering
- q = Kvalificerade sig på tid eller, i fältgrenarna, på placering utan att ha nått kvalgränsen
- NR = Nationellt rekord
- N/A = Omgången inte möjlig i grenen
- Bye = Idrottaren behövde inte delta i omgången

Herrar
Bana och väg
| Idrottare         | Gren       | Heat     | Heat      | Semifinal        | Semifinal        | Final            | Final            |
| Idrottare         | Gren       | Resultat | Placering | Resultat         | Placering        | Resultat         | Placering        |
| ----------------- | ---------- | -------- | --------- | ---------------- | ---------------- | ---------------- | ---------------- |
| Paul Hession      | 200 m      | 20.69    | 5         | Gick inte vidare | Gick inte vidare | Gick inte vidare | Gick inte vidare |
| Ciarán O'Lionaird | 1 500 m    | 3:48.35  | 13        | i.u.             | i.u.             | Gick inte vidare | Gick inte vidare |
| Alistair Cragg    | 5 000 m    | 13:47.01 | 17        | i.u.             | i.u.             | Gick inte vidare | Gick inte vidare |
| Robert Heffernan  | 20 km gång | i.u.     | i.u.      | i.u.             | i.u.             | 1:20:18          | 9                |
| Brendan Boyce     | 50 km gång | i.u.     | i.u.      | i.u.             | i.u.             | 3:55:01          | 29               |
| Colin Griffin     | 50 km gång | i.u.     | i.u.      | i.u.             | i.u.             | DSQ              | DSQ              |
| Robert Heffernan  | 50 km gång | i.u.     | i.u.      | i.u.             | i.u.             | 3:37:54 NR       | 3                |
| Mark Kenneally    | Maraton    | i.u.     | i.u.      | i.u.             | i.u.             | 2:21:13          | 57               |

Damer
Bana och väg
| Idrottare                                                                                 | Event          | Heat     | Heat      | Semifinal | Semifinal | Final            | Final            |
| Idrottare                                                                                 | Event          | Resultat | Placering | Resultat  | Placering | Resultat         | Placering        |
| ----------------------------------------------------------------------------------------- | -------------- | -------- | --------- | --------- | --------- | ---------------- | ---------------- |
| Joanne Cuddihy                                                                            | 400 m          | 52.09    | 4 q       | 51.88     | 5         | Gick inte vidare | Gick inte vidare |
| Fionnuala Britton                                                                         | 5 000 m        | 15:12.97 | 10        | i.u.      | i.u.      | Gick inte vidare | Gick inte vidare |
| Fionnuala Britton                                                                         | 10 000 m       | i.u.     | i.u.      | i.u.      | i.u.      | 31:46.71         | 15               |
| Derval O'Rourke                                                                           | 100 m häck     | 12.91    | 4 q       | 12.91     | 5         | Gick inte vidare | Gick inte vidare |
| Stephanie Reilly                                                                          | 3 000 m hinder | 9:44.77  | 9         | i.u.      | i.u.      | Gick inte vidare | Gick inte vidare |
| Jessie Barr Claire Bergin Michelle Carey Catriona Cuddihy Joanne Cuddihy Marian Heffernan | 4 x 400 m      | 3:30.55  | 6         | i.u.      | i.u.      | Gick inte vidare | Gick inte vidare |
| Olive Loughnane                                                                           | 20 km gång     | i.u.     | i.u.      | i.u.      | i.u.      | 1:29:39          | 13               |
| Laura Reynolds                                                                            | 20 km gång     | i.u.     | i.u.      | i.u.      | i.u.      | 1:31:02          | 20               |
| Linda Byrne                                                                               | Maraton        | i.u.     | i.u.      | i.u.      | i.u.      | 2:37:13          | 66               |
| Ava Hutchinson                                                                            | Maraton        | i.u.     | i.u.      | i.u.      | i.u.      | 2:37:17          | 68               |
| Caitriona Jennings                                                                        | Maraton        | i.u.     | i.u.      | i.u.      | i.u.      | 3:22:11          | 107              |

Fältgrenar
| Idrottare    | Gren     | Kval  | Kval      | Final            | Final            |
| Idrottare    | Gren     | Längd | Placering | Längd            | Placering        |
| ------------ | -------- | ----- | --------- | ---------------- | ---------------- |
| Tori Pena    | Stavhopp | NM    | —         | Gick inte vidare | Gick inte vidare |
| Deirdre Ryan | Höjdhopp | 1.85  | 27        | Gick inte vidare | Gick inte vidare |

## Gymnastik
- Huvudartikel: Gymnastik vid olympiska sommarspelen 2012

### Artistisk
Herrar
| Idrottare    | Gren       | Kval    | Kval    | Kval    | Kval    | Kval    | Kval    | Kval   | Kval      | Final            | Final            | Final            | Final            | Final            | Final            | Final            | Final            |
| Idrottare    | Gren       | Redskap | Redskap | Redskap | Redskap | Redskap | Redskap | Totalt | Placering | Redskap          | Redskap          | Redskap          | Redskap          | Redskap          | Redskap          | Totalt           | Placering        |
| Idrottare    | Gren       | F       | PH      | R       | V       | PB      | HB      | Totalt | Placering | F                | PH               | R                | V                | PB               | HB               | Totalt           | Placering        |
| ------------ | ---------- | ------- | ------- | ------- | ------- | ------- | ------- | ------ | --------- | ---------------- | ---------------- | ---------------- | ---------------- | ---------------- | ---------------- | ---------------- | ---------------- |
| Kieran Behan | Fristående | 13.966  | i.u.    | i.u.    | i.u.    | i.u.    | i.u.    | 13.966 | 53        | Gick inte vidare | Gick inte vidare | Gick inte vidare | Gick inte vidare | Gick inte vidare | Gick inte vidare | Gick inte vidare | Gick inte vidare |

## Judo
Damer
| Idrottare    | Gren                    | Sextondelsfinal      | Åttondelsfinal          | Kvartsfinal          | Semifinal            | Återkval             | Bronsmatch           | Final                | Final            |
| Idrottare    | Gren                    | Motståndare Resultat | Motståndare Resultat    | Motståndare Resultat | Motståndare Resultat | Motståndare Resultat | Motståndare Resultat | Motståndare Resultat | Placering        |
| ------------ | ----------------------- | -------------------- | ----------------------- | -------------------- | -------------------- | -------------------- | -------------------- | -------------------- | ---------------- |
| Lisa Kearney | Extra lättvikt (-48 kg) | Bye                  | Wu Sg (CHN) L 0012–1011 | Gick inte vidare     | Gick inte vidare     | Gick inte vidare     | Gick inte vidare     | Gick inte vidare     | Gick inte vidare |

## Kanotsport
Slalom
| Kanotist       | Gren                | Omgång 1 | Omgång 1  | Omgång 1 | Omgång 1  | Omgång 1 | Omgång 1  | Semifinal | Semifinal | Final            | Final            |
| Kanotist       | Gren                | Omgång 1 | Placering | Omgång 2 | Placering | Bästa    | Placering | Tid       | Placering | Tid              | Placering        |
| -------------- | ------------------- | -------- | --------- | -------- | --------- | -------- | --------- | --------- | --------- | ---------------- | ---------------- |
| Eoin Rheinisch | Herrarnas K1 slalom | 89.97    | 6         | 90.72    | 11        | 89.97    | 12 Q      | 153.98    | 14        | Gick inte vidare | Gick inte vidare |
| Hannah Craig   | Damernas K1 slalom  | 117.07   | 14        | 108.99   | 11        | 108.99   | 14 Q      | 116.12    | 10 Q      | 127.36           | 9                |

Sprint
| Kanotist          | Gren               | Heat   | Heat      | Semifinal | Semifinal | Final  | Final     |
| Kanotist          | Gren               | Tid    | Placering | Tid       | Placering | Tid    | Placering |
| ----------------- | ------------------ | ------ | --------- | --------- | --------- | ------ | --------- |
| Andrzej Jezierski | Herrarnas C1 200 m | 41.404 | 2 Q       | 42.012    | 4 FB      | 44.041 | 9         |

## Modern femkamp
| Idrottare               | Gren   | Fäktning (värja) | Fäktning (värja) | Fäktning (värja) | Simning (200 m frisim) | Simning (200 m frisim) | Simning (200 m frisim) | Ridsport (hästhoppning) | Ridsport (hästhoppning) | Ridsport (hästhoppning) | Kombinerat: skytte/löpning (10 m luftpistol)/(3000 m) | Kombinerat: skytte/löpning (10 m luftpistol)/(3000 m) | Kombinerat: skytte/löpning (10 m luftpistol)/(3000 m) | Totalpoäng | Slutpoäng |
| Idrottare               | Gren   | Resultat         | Placering        | MF-poäng         | Tid                    | Placering              | MF-poäng               | Straff                  | Placering               | MF-poäng                | Tid                                                   | Placering                                             | MF-poäng                                              | Totalpoäng | Slutpoäng |
| ----------------------- | ------ | ---------------- | ---------------- | ---------------- | ---------------------- | ---------------------- | ---------------------- | ----------------------- | ----------------------- | ----------------------- | ----------------------------------------------------- | ----------------------------------------------------- | ----------------------------------------------------- | ---------- | --------- |
| Arthur Lanigan-O'Keeffe | Herrar | 14–21            | =29              | 736              | 2:02,44                | 9                      | 1332                   | 80                      | 20                      | 1120                    | 11:08,69                                              | 26                                                    | 2328                                                  | 5516       | 25        |
| Natalya Coyle           | Damer  | 19–16            | =11              | 856              | 2:19,17                | 20                     | 1132                   | 40                      | 5                       | 1160                    | 12:12,45                                              | 13                                                    | 2072                                                  | 5220       | 9         |

## Ridsport

### Dressyr
| Ryttare       | Häst      | Grand Prix | Grand Prix | Grand Prix Special | Grand Prix Special | Grand Prix Freestyle | Grand Prix Freestyle | Placering |
| Ryttare       | Häst      | Poäng      | Placering  | Poäng              | Placering          | Poäng                | Placering            | Placering |
| ------------- | --------- | ---------- | ---------- | ------------------ | ------------------ | -------------------- | -------------------- | --------- |
| Anna Merveldt | Coryolano | 69,772     | 33         | Ej kvalificerad    | Ej kvalificerad    | Ej kvalificerad      | Ej kvalificerad      | 33        |

### Fälttävlan
| Tävlande                                                        | Häst                   | Gren        | Dressyr | Dressyr   | Terrängbana | Terrängbana | Hoppning  | Hoppning  | Hoppning  | Hoppning  | Totalt | Totalt    |
| Tävlande                                                        | Häst                   | Gren        | Dressyr | Dressyr   | Terrängbana | Terrängbana | Kval      | Kval      | Final     | Final     | Totalt | Totalt    |
| Tävlande                                                        | Häst                   | Gren        | Straff  | Placering | Straff      | Placering   | Straff    | Placering | Straff    | Placering | Straff | Placering |
| --------------------------------------------------------------- | ---------------------- | ----------- | ------- | --------- | ----------- | ----------- | --------- | --------- | --------- | --------- | ------ | --------- |
| Aoife Clark                                                     | Master Crusoe          | Individuell | 48,9    | 32        | 3,6         | 20          | 0         | 12        | 0         | 7         | 52,5   | 7         |
| Joseph Murphy                                                   | Electric Cruise        | Individuell | 55,6    | 53        | 4,8         | 29          | 0         | 24        | 0         | 14        | 60,4   | 14        |
| Mark Kyle                                                       | Coolio                 | Individuell | 58,7    | 61        | 7,2         | 35          | 6         | 32        | 4         | 21        | 75,9   | 21        |
| Camilla Speirs                                                  | Portersize Just A Jiff | Individuell | 47,6    | 27        | Utesluten   | Utesluten   | Utesluten | Utesluten | Utesluten | Utesluten |        | —         |
| Michael Ryan                                                    | Ballylynch Adventure   | Individuell | 60,2    | 64        | Utesluten   | Utesluten   | Utesluten | Utesluten | Utesluten | Utesluten |        | —         |
| Aoife Clark Joseph Murphy Mark Kyle Camilla Speirs Michael Ryan | som ovan               | Lag         | 152,1   | 10        | 178,8       | 8           | 184,8     | 5         | i.u.      | i.u.      | 184,8  | 5         |

### Hoppning
| Tävlande      | Häst             | Kvalifikation | Kvalifikation | Kvalifikation | Kvalifikation | Kvalifikation | Kvalifikation   | Kvalifikation   | Kvalifikation   | Final           | Final           | Final           | Final           | Final           | Final           | Final           | Final           | Total     |
| Tävlande      | Häst             | Runda 1       | Runda 1       | Runda 2       | Runda 2       | Runda 2       | Runda 3         | Runda 3         | Runda 3         | Runda A         | Runda A         | Runda B         | Runda B         | Runda B         | Jump off        | Jump off        | Jump off        | Total     |
| Tävlande      | Häst             | Straff        | Placering     | Straff        | Total         | Placering     | Straff          | Total           | Placering       | Straff          | Placering       | Straff          | Totalt          | Placering       | Straff          | Tid             | Placering       | Placering |
| ------------- | ---------------- | ------------- | ------------- | ------------- | ------------- | ------------- | --------------- | --------------- | --------------- | --------------- | --------------- | --------------- | --------------- | --------------- | --------------- | --------------- | --------------- | --------- |
| Cian O'Connor | Blue Loyd 12     | 0             | 1             | 8             | 8             | 31            | 12              | 20              | 36              | 0               | 1               | 1               | 1               | 2               | 4               | 46,64           | 3               | 3         |
| Billy Twomey  | Tinka’s Serenade | 4             | 42            | 8             | 12            | 56            | Ej kvalificerad | Ej kvalificerad | Ej kvalificerad | Ej kvalificerad | Ej kvalificerad | Ej kvalificerad | Ej kvalificerad | Ej kvalificerad | Ej kvalificerad | Ej kvalificerad | Ej kvalificerad | 56        |

## Rodd
Damer
| Idrottare      | Gren          | Heat    | Heat      | Återkval | Återkval  | Kvartsfinal | Kvartsfinal | Semifinal | Semifinal | Final   | Final     | Final |
| Idrottare      | Gren          | Tid     | Placering | Tid      | Placering | Tid         | Placering   | Tid       | Placering | Tid     | Placering |       |
| -------------- | ------------- | ------- | --------- | -------- | --------- | ----------- | ----------- | --------- | --------- | ------- | --------- | ----- |
| Sanita Puspure | Singelsculler | 7:49,35 | 3 QF      | BYE      | BYE       | 7:44,19     | 4 SC/D      | 7:51,69   | 1 FC      | 7:59,77 | 13        |       |

## Segling
Herrar
| Seglare                     | Gren    | Lopp | Lopp | Lopp | Lopp | Lopp | Lopp | Lopp | Lopp | Lopp | Lopp | Lopp | Summerad poäng | Finalplacering |
| Seglare                     | Gren    |      | 2    | 3    | 4    | 5    | 6    | 7    | 8    | 9    | 5    | M*   | Summerad poäng | Finalplacering |
| --------------------------- | ------- | ---- | ---- | ---- | ---- | ---- | ---- | ---- | ---- | ---- | ---- | ---- | -------------- | -------------- |
| James Espey                 | Laser   | 38   | 44   | 39   | 36   | 46   | 42   | 27   | 27   | 25   | 35   | EL   | 313            | 36             |
| Scott Flanigan Ger Owens    | 470     | 16   | 25   | 24   | 25   | 15   | 22   | 25   | 27   | 16   | 5    | EL   | 173            | 23             |
| David Burrows Peter O'Leary | Starbåt | 2    | 6    | 14   | 5    | 11   | 12   | 9    | 7    | 11   | 7    | 20   | 95             | 10             |

M = Medaljlopp; EL = Eliminerad – gick inte vidare till medaljloppet;
Damer
| Seglare         | Gren         | Lopp | Lopp | Lopp | Lopp | Lopp | Lopp | Lopp | Lopp | Lopp | Lopp | Lopp | Summerad poäng | Finalplacering |
| Seglare         | Gren         | 1    | 2    | 3    | 4    | 5    | 6    | 7    | 8    | 9    | 10   | M*   | Summerad poäng | Finalplacering |
| --------------- | ------------ | ---- | ---- | ---- | ---- | ---- | ---- | ---- | ---- | ---- | ---- | ---- | -------------- | -------------- |
| Annalise Murphy | Laser radial | 1    | 1    | 1    | 1    | 8    | 19   | 2    | 10   | 3    | 7    | 5    | 44             | 4              |

M = Medaljlopp; EL = Eliminerad – gick inte vidare till medaljloppet;
Öppen
| Seglare                   | Gren | Lopp | Lopp | Lopp | Lopp | Lopp | Lopp | Lopp | Lopp | Lopp | Lopp | Lopp | Lopp | Lopp | Lopp | Lopp | Lopp | Summerad poäng | Finalplacering |
| Seglare                   | Gren | 1    | 2    | 3    | 4    | 5    | 6    | 7    | 8    | 9    | 10   | 11   | 12   | 13   | 14   | 15   | M*   | Summerad poäng | Finalplacering |
| ------------------------- | ---- | ---- | ---- | ---- | ---- | ---- | ---- | ---- | ---- | ---- | ---- | ---- | ---- | ---- | ---- | ---- | ---- | -------------- | -------------- |
| Matt McGovern Ryan Seaton | 49er | 4    | 8    | 15   | 2    | 12   | 19   | 11   | 9    | 14   | 7    | 15   | 7    | 13   | 16   | 16   | EL   | 149            | 14             |

M = Medaljlopp; EL = Eliminerad – gick inte vidare till medaljloppet;

## Triathlon
| Triathlet       | Gren                | Simning (1,5 km) | Trans 1 | Cykling (40 km) | Trans 2 | Löpning (10 km) | Total tid | Placering |
| --------------- | ------------------- | ---------------- | ------- | --------------- | ------- | --------------- | --------- | --------- |
| Gavin Noble     | Herrarnas triathlon | 17:24            | 18:01   | 58:50           | 1:17:21 | 32:26           | 1:49:47   | 23        |
| Aileen Morrison | Damernas triathlon  | 19:36            | 20:17   | 1:31:16         | 1:31:52 | 38:08           | 2:08:16   | 43        |